# Henri Arthus
Alexandre Charles Georges Henri Arthus (Le Mans, Sarthe, 10 de març de 1872 - Houilles, Yvelines, 12 d'agost de 1962) va ser un regatista francès que va competir a començaments del segle xx.
El 1908 va prendre part en els Jocs Olímpics de Londres, on va guanyar la medalla de bronze en la categoria de 6 metres del programa de vela. Arthus navegà a bord del Guyoni junt a Louis Potheau i Pierre Rabot.